# Boguszów-Gorce
Boguszów-Gorce (Duits: Gottesberg-Rothenbach) is een stad in het Poolse woiwodschap Neder-Silezië, gelegen in de powiat Wałbrzyski. De oppervlakte bedraagt 27,01 km², het inwonertal 16.815 (2005).

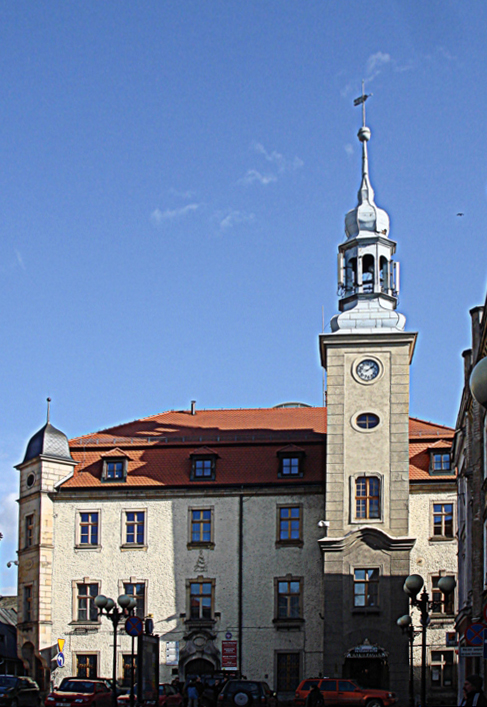
Gemeentehuis